# Bisbat de Galloway

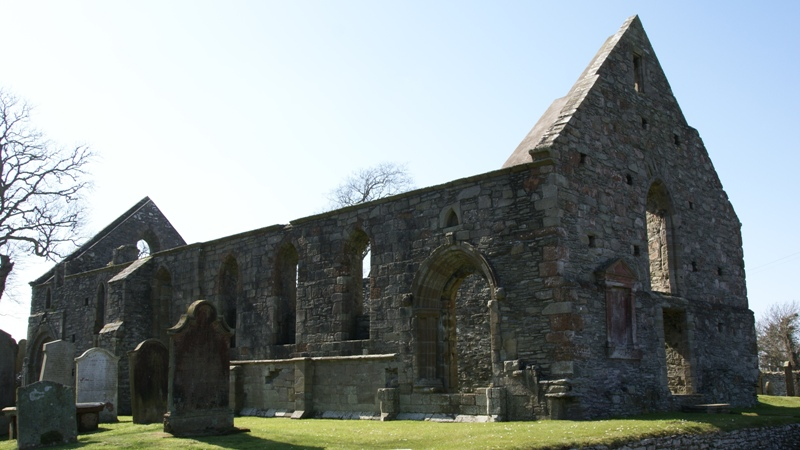
Restes de la Whithorn Priory, la catedral de la diòcesi medieval

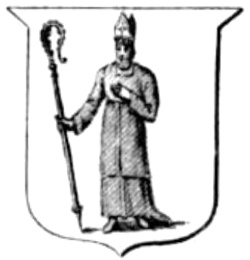
Escut de l'antic bisbat de Whithorn-Galloway

El bisbat de Galloway (anglès: Diocese of Galloway, llatí: Dioecesis Candidae Casae o Gallovidiana) és una seu de l'Església Catòlica a Escòcia, sufragània de l'arquebisbat de Saint Andrews i Edimburg. Al 2016 tenia 43.000 batejats sobre una població de 532.000 habitants. Actualment està regida pel bisbe William Nolan.

## Territori
La diòcesi comprèn les council areas of Dumfries and Galloway, South Ayrshire, most of East Ayrshire and mainland North Ayrshire
La seu episcopal és la ciutat 'Ayr, on es troba la catedral de Santa Margarida.
El territori s'estén sobre 9.332 km², i està dividit en 39 parròquies.

## Història
La diòcesi de Whithorn es va establir a principis del segle v, vinculada, segons la tradició, al sant escocès sant Ninià, encara que probablement existia una comunitat cristiana abans de la seva arribada. L'antiga seu de Whithorn, que es remunta a l'època anglosaxona, estava parcialment situada al regne de Northumbria; i de la qual es coneixen els noms de cinc bisbes.
La diòcesi va ser abolida i després restablerta a la primera meitat del segle xii amb el nom de diòcesi de Whithorn-Galloway com a sufragània de York fins al 1355. Després es va convertir en sufragània de Saint Andrews en 1472 i de Glasgow el 1492. A la mort d'Andrew Durie (1541-1558) la seu va romandre vacant, en quant el seu successor, Gordon Alexander es va unir a la Reforma el 1560.
La diòcesi va ser restaurada amb el nom de la diòcesi de Galloway el 4 de març de 1878 amb la butlla Ex supremo Apostolatus del Papa Lleó XIII, amb territori desmembrat del vicariat apostòlic del Districte Occidental d'Escòcia (avui l'arxidiòcesi de Glasgow). La seu episcopal era la ciutat de Dumfries, on es trobava la catedral de Sant Andreu.
El 25 de maig de 1947, la diòcesi va veure que les seves fronteres s'eixamplien considerablement amb l'adquisició de porcions de territori de l'arxidiòcesi de Glasgow.
El 12 de març de 1962, amb el Restaurata in Scotia de la Congregació Consistorial, la seu episcopal va ser traslladada a Ayr i l'Església del Bon Pastor es va convertir en la nova catedral.
El 28 de juliol de 2007 la catedral va ser traslladada a l'església de Santa Margarida.

## Cronologia episcopal

### Bisbes de Whithorn
- Pehthelm † (731 - 735 mort)
- Frithwald † (vers 762 - 764)
- Pehtwine † (vers 776 - 777)
- Æthelberht † (vers 777 - vers 789 nomenat bisbe de Hexham)
- Beadwulf † (790 - vers 803)

### Bisbes de Whithorn-Galloway
- Gille Aldan † (1128 - després del 1151 mort)
- Christian † (1154 - vers d'octubre de 1186 mort)
- John † (1189 - 1209 mort)
- Walter † (1209 - 1235 mort)
- Gilbert † (2 de setembre de 1235 - 1253 mort)
- Henry I † (7 de febrer de 1255 - 1 de novembre de 1293 mort)
- Thomas de Dalton † (10 d'octubre de 1294 - 1324 o 1326 mort)
- Simon de Wedale † (1 de febrer de 1327 - 1334 mort)
- Henry II † (1334 - després del 1345 mort)
- Michael MacKenlagh † (12 de juliol de 1355 - vers 1358 mort)
- Thomas MacDowell † (31 de desembre de 1358 - 1363 ? mort)
- Adam de Lanark, O.P. † (17 de novembre de 1363 - 1378 mort)
- Thomas de Rossy, O.F.M. † (15 de juliol de 1379 - ? mort)
- Elisaeus Adougan † (28 de maig de 1406 - 1413 mort)
- Thomas de Buittle † (14 de juny de 1414 - vers 1420 mort)
- Alexander Vaus † (4 de desembre de 1422 - vers 1450 renuncià)
- Thomas Spence † (7 de gener de 1450 - 21 de novembre de 1457 nomenat bisbe d'Aberdeen)
- Thomas Vaus † (21 de novembre de 1457 - 22 de desembre de 1458 nomenat bisbe d'Aberdeen)
- Ninian Spot † (22 de desembre de 1458 - després del 12 de juny de 1480 mort)
- George Vaus † (9 de desembre de 1482 - prima del 30 de gener de 1508 mort)
- James Beaton † (12 de maig de 1508 - 19 de gener de 1509 nomenat arquebisbe de Glasgow)
- David Arnot, O.S.A. † (29 de gener de 1509 - 1525 o 1526 renuncià)
- Henry Wemyss † (23 de gener de 1526 - 1540 mort)
- Andrew Durie, O.Cist. † (22 d'agost de 1541 - setembre de 1558 mort)

### Bisbes de Galloway
- John McLachlan † (22 de març de 1878 - 16 de gener de 1893 mort)
- William Turner † (16 de juny de 1893 - 19 de gener de 1914 mort)
- James William McCarthy † (25 de maig de 1914 - 24 de desembre de 1943 mort)
- William Henry Mellon † (24 de desembre de 1943- 2 de febrer de 1952 mort)
- Joseph Michael McGee † (19 de juliol de 1952 - 4 d'abril de 1981 jubilat)
- Maurice Taylor (4 d'abril de 1981 - 7 d'abril de 2004 jubilat)
- John Cunningham (7 d'abril de 2004 - 22 de novembre de 2014 jubilat)
- William Nolan, des del 22 de novembre de 2014

## Estadístiques
A finals del 2016, la diòcesi tenia 43.000 batejats sobre una població de 532.000 persones, equivalent al 8,1% del total.
| any  | població | població | població | sacerdots | sacerdots       | sacerdots       | sacerdots             | diaques | religiosos | religiosos | parròquies |
| ---- | -------- | -------- | -------- | --------- | --------------- | --------------- | --------------------- | ------- | ---------- | ---------- | ---------- |
| any  | batejats | total    | %        | total     | clergat secular | clergat regular | batejats por sacerdot | diaques | homes      | dones      |            |
| 1950 | 27.000   | 647.000  | 4,2      | 70        | 58              | 12              | 385                   |         | 56         | 156        | 33         |
| 1970 | 43.590   | 469.000  | 9,3      | 86        | 74              | 12              | 506                   |         | 47         | 119        | 43         |
| 1980 | 50.734   | 519.214  | 9,8      | 77        | 56              | 21              | 658                   |         | 42         | 65         | 44         |
| 1990 | 48.751   | 525.000  | 9,3      | 68        | 50              | 18              | 716                   |         | 33         | 66         | 47         |
| 1999 | 47.162   | 521.000  | 9,1      | 61        | 55              | 6               | 773                   |         | 15         | 40         | 46         |
| 2000 | 47.150   | 521.000  | 9,0      | 58        | 55              | 3               | 812                   |         | 13         | 40         | 46         |
| 2001 | 47.704   | 521.000  | 9,2      | 56        | 54              | 2               | 851                   |         | 8          | 37         | 46         |
| 2002 | 47.456   | 521.000  | 9,1      | 57        | 52              | 5               | 832                   |         | 12         | 37         | 46         |
| 2003 | 47.063   | 521.000  | 9,0      | 56        | 50              | 6               | 840                   |         | 12         | 37         | 46         |
| 2004 | 47.856   | 520.000  | 9,2      | 55        | 50              | 5               | 870                   |         | 10         | 35         | 45         |
| 2006 | 42.000   | 493.000  | 8,5      | 51        | 46              | 5               | 823                   |         | 10         | 35         | 45         |
| 2013 | 47.700   | 520.000  | 9,2      | 39        | 35              | 4               | 1.223                 | 3       | 9          | 32         | 39         |
| 2016 | 43.000   | 532.000  | 8,1      | 36        | 33              | 3               | 1.194                 | 4       | 8          | 16         | 39         |